# 杨秀宇
杨秀宇（1973年—），网名立二拆四，原籍吉林省白山市七道江镇，1997年毕业于东北大学材料与冶金学院，中国网络推手。2006年9月成立“北京尔玛互动营销策划有限公司”，因制造出一系列网络事件，引发网友的高度关注。2013年8月因涉嫌寻衅滋事罪、非法经营罪被北京市公安局依法刑事拘留。2014年11月被判处有期徒刑四年。

## 生平背景
1973年出生于吉林省白山市的一个村庄，1993年起在东北大学就读4年，大学期间一直勤工俭学，曾骑着三轮车到饭店推销白酒。大学毕业后，曾经在吉林延边一家国企做工程师，之后前往北京“北漂”，后曾败走上海，之后又回到北京，他迷上了网络，并从中发现了网络炒作的“商机”。2006年9月，杨秀宇成立了北京尔玛互动营销策划有限公司，仅北京公司就有50人，并设有多家分公司，包括司勤、文案、电子商务和媒介等部门。立二拆四曾表示“从某种意义上，我是中国第一代网络推手。”他的微博粉丝共有54万余人，但其关注却是0；在人人网上，还可以搜索到“东北大学杨秀宇”的主页，他的主页开通于2010年6月26日，第一条日志为“我说我才开通人人网，很多人都不信”，结果，他在人人网上的好友只有7人。

## 户籍争议
有媒体公布称，杨秀宇的籍贯为吉林省白山市八道江区七道江镇。有记者赶到七道江镇试图找到杨秀宇的家乡，但七道江镇一位副镇长表示，并不知道杨秀宇是七道江镇人。后经过辗转查找，杨秀宇所登记的户籍信息登记为“七道江镇青山湖三委一组”，但镇政府多位工作人员表示，七道江镇只有一个“青山湖社区”，没有所谓的“三委一组”。
2013年3月，因为一次恶意炒作，曾有网友人肉搜索到杨秀宇的自然信息，但网友提供的身份证号码与杨秀宇公开的信息也并不相符。

## 造谣及制造网络事件
杨秀宇和秦火火原供职于杨秀宇创立的北京尔玛公司，该公司为提高网络知名度和影响力，以更好实现其非法营利目的，先后策划、制造了一系列网络热点事件：如“7·23”动车事故发生后，二人在网上编造、散布中国政府花2亿元人民币天价赔偿外籍旅客的谣言，两个小时就被转发1.2万次；在网上捏造了所谓雷锋生活中的奢侈情节；编造全国残联主席张海迪拥有日本国籍；还对某著名军事专家、资深媒体记者、社会名人以及一些普通民众等多人进行侮辱和诽谤。
杨秀宇还制造并炒作了“天仙妹妹”、“别针换别墅”、“僧人船震”、“干爹带我888万欧洲看奥运会”等事件。其中“别针换别墅”事件，因为造假，在2006年曾引发网络热议。此外，杨秀宇还曾策划炒作郭美美、干露露等炫富事件，其年毛收入达千万元人民币。

## 获刑
2013年8月，北京警方按照中华人民共和国公安部统一部署，根据群众举报，一举打掉一个在互联网蓄意制造传播谣言、恶意侵害他人名誉，非法攫取经济利益的北京尔玛互动营销策划有限公司，抓获秦火火、杨秀宇及公司其他两名成员。
2014年8月8日，北京市朝阳区人民法院通过微博发出庭审预告，定于8月14日上午9时开庭审理杨秀宇、卢梅（尔玛媒介部主管、客户经理）非法经营案。
2014年8月14日，杨秀宇因涉嫌非法经营，在朝阳法院受审。检方指控尔玛自2008年至2013年间，多次有偿提供删除信息和发布虚假信息服务，经营数额共计531,200元人民币。杨秀宇以危机公关等名义，帮知名公司有偿删帖，帮三个知名公司有偿炒作。还指控尔玛互动自2012年5月至2013年，为一家知名医药公司有偿提供删除负面信息服务，收取删除费220,200元，检方指控杨秀宇已构成非法经营罪。公诉人表示，两被告人量刑应在五年以下。
2014年11月18日，北京市朝阳区人民法院做出宣判，判处杨秀宇有期徒刑四年，并处罚金人民币15万元。杨秀宇当庭表示接受判决，不会上诉。

## 出狱
出狱后，杨秀宇进入区块链领域，以立二拆四之名策划了“区块链大叔”“21天数字（货币）生存挑战”等事件。